# Hrad u Nekoře
Hrad u Nekoře (též Vejrov) je zaniklé opevnění považované za pozůstatky hradu severovýchodně od Nekoře v okrese Ústí nad Orlicí. Nachází se na pravém břehu Divoké Orlice nad vodní nádrží Pastviny II. Stavebník i doba založení hradu jsou neznámé. Samotná stavba zřejmě nebyla dokončena.

## Historie
O hradu se nedochovaly žádné zprávy. Jméno Vejrov vychází z lidové tradice a nejspíše je odvozeno od jména některého usedlíka v přilehlé části vesnice. Hrad pravděpodobně nebyl dokončen a na lokalitě nebyly získány žádné archeologické nálezy, které by umožnily datovat dobu stavby.
S hradem může hypoteticky souviset listina biskupa Tobiáše z Bechyně, ve které zakazuje neuvedenému pánovi stavět hrad na území patřícím klášteru křižovníků s červeným srdcem v Klášterci nad Orlicí. Klášter stál od doby v závěru vlády krále Přemysla Otakara II. u počátků kolonizace okolní krajiny. Ve stejné době však kolonizaci kraje prováděli příslušníci rodu, jehož členové později používali přídomek ze Žampachu. Ti po zákazu vystavět hrad u Nekoře mohli založit Žampach.

## Stavební podoba
Staveništěm hradu se stal ostroh, jehož východní strana strmě spadá do údolí Divoké Orlice, zatímco na severu a na jihu plochu hradu vymezují skalnaté strže. Opevněný areál má nepravidelný půdorys. Vymezuje jej tři až čtyři metry hluboký příkop, jehož šířka se pohybuje od osmi do devíti metrů ve vrchní části a okolo jednoho metru u dna. Před příkopem je patrný val, který dosahuje výšky maximálně jeden metr a v některých úsecích téměř mizí. Val ani příkop na jihovýchodě nedosahují ke skalnatému konci strže, a působí tak jako nedokončená stavba. V místech přístupové cesty je příkop zasypán a cesta narušuje i val. Není zřejmé, jestli násyp v příkopu vznikl jeho nevytěžením nebo druhotným nasypáním.
Vnitřní stranu příkopu na západní straně lemuje asi čtyřicet metrů dlouhý val, který je pozůstatkem hradby. Jedinou stopou po zástavbě hradu je rozšíření tohoto valu do obdélníkového prostoru se středovou prohlubní a celkovými rozměry 3 × 5 metrů.

## Přístup
Pozůstatky opevnění se nachází v lese a jsou volně přístupné, ale nevede k nim žádná turisticky značená trasa.